# 漁舟唱晚
《漁舟唱晚》是一首具古典風格的河南箏曲。一般以為，此曲是古箏演奏家婁樹華（1907–1952）在1930年代中期（1938年–1939年），根據古曲《歸去來兮辭》的素材改編而成。標題取自唐王勃《滕王閣序》中名句「漁舟唱晚，響穹彭蠡之濱；雁陣驚寒，聲斷衡陽之浦」。
另有一說是古箏家金灼南（1882年–1976年）在辛亥革命後根據流傳於山東聊城地區臨清一帶的民間箏曲《雙板》及其演變樂曲《三環套日》、《流水激石》改編而成，於1930年代將此曲傳授給婁樹華。廣為流傳的婁本前半部分與金本相同，後半部分為婁本所獨有，婁本後段較長且不同。
樂曲以優美典雅的曲調、舒緩的節奏，描繪在夕陽西下、晚霞輝映，漁人蕩槳歸舟的情景，活潑而富有情趣。

## 發展
1980年代初期，上海演奏家浦琦璋結合1970年代末的紀錄片旋律，將該曲改編成電子琴獨奏版，後被中國中央電視台採用，並長期作為其晚間《新聞聯播》結尾之《天氣預報》節目的背景音樂。同時期的相近音樂作品還有音樂家王直和古箏家李萌的作品《「漁舟唱晚」主題隨想曲》，是新的曲調，但前奏部份沿用了《漁舟唱晚》，而流行歌手林子祥的《水中蓮》與關正傑的《漁舟唱晚》都改編自該曲。
2018年，雙人樂隊「筷子兄弟」聯手黃明志爲電影《天氣預爆》創作同名主題歌，影片劇本的部份靈感以及歌曲穿插的副歌旋律均源自中國央視《天氣預報》節目的電子琴版本。

## 外部連結
- YouTube上的〈漁舟唱晚〉，項斯華演奏